# SV Beuel 06
Sportverein Beuel 06 é uma agremiação esportiva alemã, fundada em 1906, sediada em Bonn, na Renânia do Norte-Vestfália.

## História
A origem remonta a um grupo de estudantes do ensino médio que gostavam de jogar futebol em uma associação informal no ano de 1903. Eles ficaram conhecidos na época como Rapiditas ou Rapidas após atuarem contra um clube de Rotterdam que estava na cidade para um duelo contra o Bonn FV. 
Até o ano de 1906, o time era intitulado Beueler FV, enquanto na parte oriental surgia um outro clube com a mesma denominação. Ambos se fundiram ao final da Primeira Guerra Mundial. Pouco depois, um outro time, o FV Beuel 1919, entrou em cena e, em 1924, se uniram para formar o SV Beuel 06.
Em 1933, o futebol alemão foi reorganizado sob a égide do Terceiro Reich em dezesseis divisões de elite. O SV Beuel ganhou um lugar na Gauliga Mittelrhein, na temporada 1936-1937, inaugurando seu novo estádio no mesmo ano. Na temporada seguinte, o clube venceu o campeonato, mas capitulou nas rodadas nacionais finais.
Após a Segunda Guerra Mundial, o time retomaria suas atividades na Rheinbezirksliga, que se tornaria a Landesliga Mittelrhein (III), em meados dos anos 1950, mas caiu para a quarta divisão. O Beuel alternaria participações na quarta e na quinta divisão durante várias décadas. Apesar das boas apresentações, não alcançaria mais as divisões superiores.
Em 1997, o Beuel traçou seu caminho à Landesliga Mittelrhein, Grupo 1 (IV). Em seguida, a agremiação sofreu um colapso financeiro que a rebaixaria à Kreisliga A Bonn (VI). Na temporada 2005-2006, o time foi campeão dessa divisão, mas na temporada 2010-2011, após um décimo-quinto lugar na Bezirksliga 2 Mittelrhein, voltou à Kreisliga A Bonn.

## Estádio
O clube manda seus jogos no Franz-Elbern-Stadion, em Beuel.